# Organisation des étudiants du RCD
L'Organisation des étudiants du RCD pour la démocratie et le progrès (منظمة طلبة التجمع الدستوري الديمقراطي من أجل الديمقراطية والتقدم) ou ERCD est une organisation politique qui réunit les étudiants adhérents au Rassemblement constitutionnel démocratique (RCD), le parti au pouvoir en Tunisie.
Elle est instituée par l'article 6 du règlement intérieur du RCD. Les étudiants deviennent membres de l'ERCD suivant les modalités de son règlement intérieur, approuvé par le congrès national et entériné par le comité central du parti. Sa carte d'adhésion est différente de celle du parti. Elle disparaît avec la révolution du 14 janvier 2011.

## Histoire
Bien que l'organisation a pris son nom actuel lors du congrès tenu à l'École nationale d'ingénieurs de Tunis en 1988, sa création est bien antérieure. Ses débuts et son évolution sont étroitement liés à l'histoire de l'Union générale des étudiants de Tunisie (UGET). Avant l'avènement du président Zine el-Abidine Ben Ali, le 7 novembre 1987, les étudiants du Parti socialiste destourien (PSD) étaient réunis au sein de l'Organisation nationale des étudiants destouriens, dont le dernier bureau exécutif avait été élu au congrès de Ben Arous en 1985, et qui était l'héritière d'autres structures : la Fédération nationale des étudiants destouriens puis le Bureau national des étudiants destouriens. Ce bureau se trouve influencé par les résultats du XIIe congrès du PSD tenu en 1986, baptisé « Congrès de la Résistance », au cours duquel certains membres, dont le secrétaire général, sont écartés. D'autres membres ont ensuite tenté d'organiser un congrès extraordinaire. La vie syndicale étudiante est alors marquée par la désorganisation de l'UGET, affaiblie depuis le congrès de Korba tenu en 1971 et marqué par la scission de l'aile gauche contestant le contrôle exercé par les destouriens sur le syndicat.
Après 1987 et la réforme qui touche toutes les structures du parti, un comité national temporaire du bureau national, dont la composition est entérinée par le bureau politique du PSD le 16 février 1988, est formé pour préparer le congrès. L'organisation devient alors de plus en plus influente dans les milieux étudiants, remportant progressivement la totalité des sièges de délégués des étudiants au sein des conseils scientifiques des établissements universitaires. Lors des dernières élections, tenues le 16 décembre 2009, les étudiants destouriens remportent 92,17 % des sièges et 100 % des représentations dans les conseils des universités, en baisse par rapport aux élections du 18 décembre 2008 où ils obtiennent 94,7 % des sièges.

## Congrès
Ce tableau ne prend en compte que les congrès de l'organisation tenus après 1987, à la suite du changement de la dénomination du PSD en RCD. Les documents officiels de l'organisation indiquent pour chaque congrès qu'il est le « n-ième après le changement », ce qui limite la rupture avec le passé de l'organisation.
| Congrès | Date         | Lieu                                  | Président          | Secrétaire général élu  |
| ------- | ------------ | ------------------------------------- | ------------------ | ----------------------- |
| 1er     | janvier 1989 | École nationale d'ingénieurs de Tunis |                    | Mohamed Ghariani        |
| 2e      | août 1991    | Tunis                                 |                    | Mohamed Ghariani        |
| 3e      | 1994         | Palais des congrès de Tunis           | Mohamed Ghariani   | Mohamed Khadhraoui      |
| 4e      | 9 avril 1997 | Siège du RCD                          | Abdelaziz Ben Dhia | Saâd Khemiri            |
| 5e      | 2000         | Tunis                                 | Sadok Fayala       | Hassouna Nasfi          |
| 6e      | avril 2003   | Tunis                                 | Abdelwahab Djemel  | Mohamed Tahar Khammassi |
| 7e      | août 2006    | Tunis                                 | Abdelwahab Djemel  | Abdelâlem Zouari        |
| 8e      | 9 août 2008  | Siège du RCD                          | Kamel Haj Sassi    | Ihsen Loukil            |

## Structures
L'ERCD est dotée d'une structure complexe : elle est dirigée par un bureau national de treize membres élus lors du congrès national et complété par des structures régionales doubles. Le secrétaire général national est membre de jure du comité central du RCD.
L'ensemble des membres du bureau national, des secrétaires généraux des bureaux universitaires et des comités régionaux, et éventuellement ceux des bureaux de coordination à l'étranger, forment le conseil national de l'ERCD. L'organisation compte environ 75 000 adhérents.

### Structures universitaires
Les bureaux universitaires, au nombre de onze, regroupent les sections au niveau de chaque établissement universitaire public. Ce sont ces structures qui fournissent les délégués pour le congrès national, à raison de trois délégués pour chaque section, dont au moins une étudiante, et tous les membres des bureaux universitaires.

### Structures territoriales
Les comités régionaux sont au nombre de 28, chacun étant lié à un comité de coordination de la Tunisie métropolitaine. Ils dirigent les bureaux locaux établis au niveau des fédérations territoriales du RCD, qui rassemblent les étudiants originaires de chaque ville, sans obligation d'y faire leurs études supérieures. Le secrétaire général local est membre de jure de plein droit de la fédération territoriale. Seul le secrétaire général régional a le droit de vote lors du congrès national.

### Sections de l'étranger
Leur nombre dépasse actuellement la quarantaine dont douze en France (notamment à Grenoble, Lyon, Nantes, Nice, Orléans, Paris, Toulouse et Tours), deux en Roumanie (Cluj-Napoca et Timişoara) et d'autres à Moscou, Kiev ou Montréal. Elles peuvent s'organiser sous la direction des bureaux de coordination si leur nombre dans un pays est supérieur à six, mais restent de facto liées directement au bureau national.